# Броненосцы типа «Харальд Хорфагре»
Броненосцы типа «Харальд Хорфагре» (норв. Harald Haarfagre-klassen), иногда также обозначаются как тип «Торденскьольд» (норв. Tordenskjold-klassen) — серия норвежских броненосцев береговой обороны 1890-х годов. Построены по норвежскому заказу на верфях британской фирмы Armstrong Whitworth. Оставались на вооружении ВМС Норвегии до начала Второй мировой войны, когда были 9 апреля 1940 года захвачены германскими войсками и переоборудованы ими в плавучие батареи ПВО. После окончания войны, оба корабля вернулись норвежцам и были пущены на слом в 1947—1948 годах.

## Представители
| Название                          | Спуск на воду | судьба               |
| --------------------------------- | ------------- | -------------------- |
| Харальд Хорфагре Harald Haarfagre | январь 1897   | пущен на слом в 1947 |
| Торденскьольд Tordenskjold        | март 1897     | пущен на слом в 1948 |